# Сульче-Баш
Сульче-Баш — деревня в Новошешминском районе Татарстана. Входит в состав Акбуринского сельского поселения.

## География
Находится в центральной части Татарстана на расстоянии приблизительно 22 км по прямой на юг от районного центра села Новошешминск.

## История
Основана в 1926 году.

## Население
Постоянных жителей было: в 1949 — 250, в 1958 — 279, в 1970 — 249, в 1979 — 160, в 1989 — 66, в 2002 — 88 (татары 99 %), 74 — в 2010.

## Инфраструктура
Начальная школа, клуб. Мечеть.